# Cyklometr

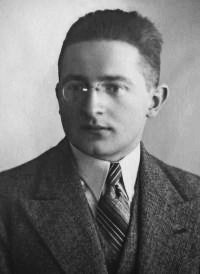
Marian Rejewski 1932

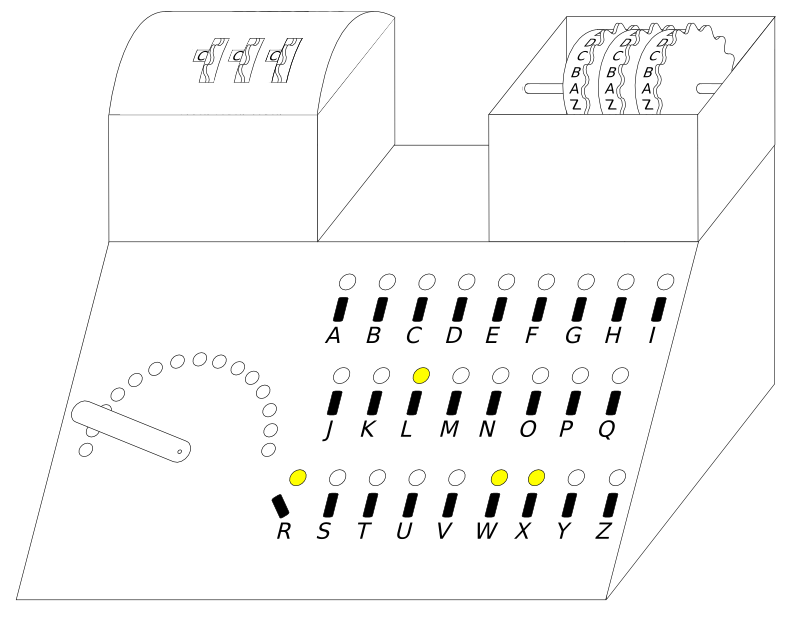
Cyklometr Rejewskiego

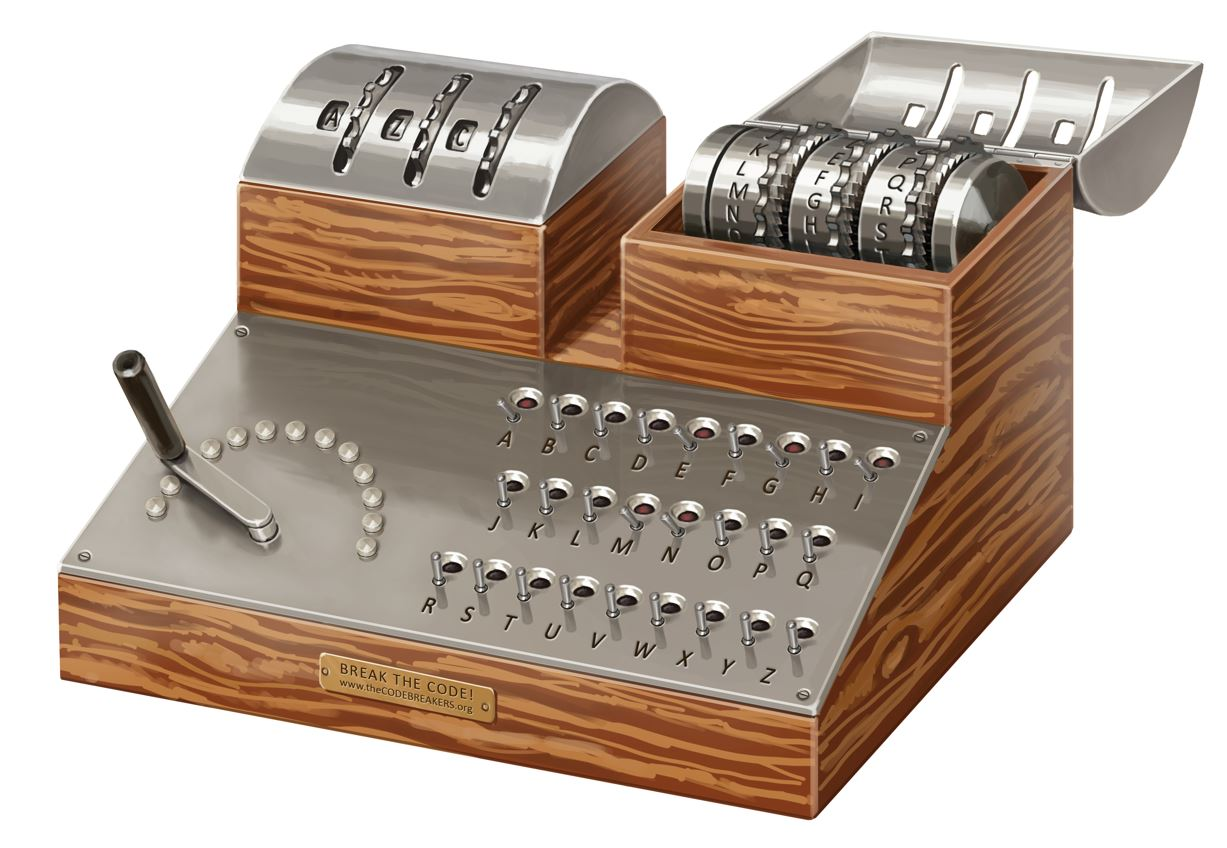
Rekonstrukcja wyglądu Cyklometru na podstawie szkiców ze wspomnień Mariana Rejewskiego.

Cyklometr (z greckiego: κύκλος (cyclos) 'cykle' oraz μέτρον (metron) 'mierzyć') – urządzenie wynalezione przez polskiego matematyka i kryptologa Mariana Rejewskiego, służące do wyliczania cyklicznych permutacji szyfrogramów niemieckiej maszyny szyfrującej Enigma.

## Geneza urządzenia
Polscy kryptolodzy swobodnie czytali zaszyfrowane radiotelegramy niemieckie od listopada 1918 roku. Dotychczasowe metody okazały się jednak nieskuteczne po wprowadzeniu "Enigmy". Zaszyfrowane przy użyciu Enigmy informacje w depeszy po raz pierwszy odczytał  w 1932 roku Marian Rejewski. Początkowo szyfry Enigmy były łamane poprzez "ręczne" wyliczenia polskich matematyków, określane mianem metody "rusztu", która bazowała na założeniu, że na łącznicy kablowej zamienionych jest tylko sześć par liter, a pozostałe czternaście liter pozostaje niezmienione. Kolejną była metoda zegarowa opracowana przez Różyckiego, pozwalająca na ustalenie z dużym prawdopodobieństwem, który wirnik znajduje się danego dnia na prawej skrajnej pozycji maszyny. Niemcy jednak doskonalili techniki szyfrowania i praca klasycznymi metodami stała się do tego stopnia pracochłonna, że polscy kryptolodzy postanowili usprawnić techniki deszyfracji poprzez automatyzację wyliczeń. Cyklometr został skonstruowany w odpowiedzi na nieustanne udoskonalanie procedur szyfrowania niemieckiej maszyny szyfrującej Enigma.
Po 1 października 1936 roku Niemcy zmienili procedury kodowania, zwiększając liczbę połączeń na przełącznicy kablowej Enigmy. W rezultacie metoda rusztu znacznie straciła na efektywności, ale wynaleziona tymczasem, około 1935 lub 1936, metoda "kart charakterystyk" była niezależna od liczby połączeń na łącznicy. Katalog kart konstruowano przy wykorzystaniu opracowanego przez Rejewskiego przyrządu nazwanego cyklometrem, który wyliczał permutacje cykliczne. Po zapisaniu w katalogu wszystkich charakterystyk można było z niego odczytywać odpowiednie permutacje odpowiadające ustawieniu wirników danego dnia.

## Budowa urządzenia i skuteczność
Cyklometr składał się z dwóch zestawów wirników Enigmy i był wykorzystywany do ustalenia długości i liczby cykli permutacji generowanych przez Enigmę. Jednak nawet przy pomocy tego urządzenia stworzenie pełnego katalogu charakterystyk było zadaniem trudnym i czasochłonnym. Dla każdej z 17 576 pozycji, w których mogła być ustawiona maszyna, należało przeanalizować sześć możliwych sekwencji wzajemnego ustawienia wirników, co w efekcie daje 105 456 wyników. Przygotowanie pierwszego katalogu pochłonęło ponad rok pracy, ale po jej zakończeniu około roku 1935, określenie klucza dziennego było możliwe w czasie od 12 do 20 minut. Około 1 lub 2 listopada 1937 Niemcy wymienili walec odwracający Enigmy, co oznaczało, że cały katalog charakterystyk musiał być przeliczony od początku. Pomimo to w styczniu 1938 referat BS4 Biura Szyfrów odpowiedzialny za dekryptaż szyfrów niemieckich był w stanie odczytać około 75% przechwyconych meldunków zaszyfrowanych Enigmą, a zdaniem Rejewskiego przy nieznacznym zwiększeniu liczby personelu możliwe było odczytanie nawet 90% przekazów. Cyklometr (oraz inne urządzenia pomocnicze) do łamania szyfru "Enigmy" został wyprodukowany przez Wytwórnię Radiotechniczną AVA.